# Artist Collection
Kylie Minogue: Artist Collection è una compilation della cantante australiana Kylie Minogue, pubblicata dalla BMG International il 20 settembre 2004 nel Regno Unito. Contiene alcune canzoni degli album Kylie Minogue ed Impossible Princess, ed alcune canzoni rare mai pubblicate.

## Tracce
CD
1. Confide in Me – 5:51
2. Limbo – 4:06
3. Breathe (radio edit) – 3:39
4. Automatic Love – 4:46
5. Dangerous Game – 1:20
6. Too Far – 4:43
7. Dangerous Game – 5:30 – solo versione brasiliana
8. Put Yourself in My Place – 4:54
9. Did It Again – 4:15
10. Take Me with You – 9:10
11. Love Takes Over Me – 4:19
12. Where Is the Feeling? (versione acustica) – 4:51
13. Cowboy Style – 4:44
14. Dreams – 3:44

DVD
1. Where Is the Feeling?
2. Confide in Me
3. Put Yourself in My Place
4. Did It Again
5. Some Kind of Bliss
6. Breathe